# 병행 사회
병행 사회(parallel society) 또는 평행 사회는 대체로 이민자 집단에 한정되지만 늘상 그런 것은 아니며, 민족적 또는 종교적 소수자가 이주해 온 다수 사회와 공간적, 사회적, 문화적 접촉을 줄이거나 최소화하려는 의도를 가지고 스스로 조직하는 것을 의미한다.
이 용어는 1990년대 초 독일의 사회학자 빌헬름 하이트마이어에 의해 인구이동과 사회 통합에 대한 논쟁에 도입되었다. 이는 네덜란드 감독이자 이슬람 비평가인 테오 반 고흐 살해 사건 이후 유럽 대중 담론에서 두드러졌다. 2004년에 독일어협회는 이 용어를 올해의 독일어 단어 목록에서 두 번째로 선정했다.

## 같이 보기
- 병행 국가
- 기둥화 현상
- 다문화주의
- 라이트쿨투어
- 자율적 분리
- 게토
- 딤미
- 병행 폴리스: 억압적인 시스템을 극복하기 위한 의도적인 병행 사회의 생성
- 민감한 도시 지역 (프랑스)
- 취약 주거 지역 (덴마크)
- 취약 지역 (스웨덴)